# Xi1 Centauri
Xi1 Centauri (ξ1 Cen, ξ1 Centauri) é uma estrela na constelação de Centaurus. Tem uma magnitude aparente visual de 4,83, sendo visível a olho nu em locais com pouca poluição luminosa. Com base em medições de paralaxe, está localizada a aproximadamente 220 anos-luz (67,4 parsecs) da Terra. A galáxia NGC 4945 encontra-se 17 minutos de arco a leste de Xi1 Centauri.
Esta é uma estrela de classe A da sequência principal com um tipo espectral de A0V e temperatura efetiva de 10 462 K. Tem uma massa equivalente a aproximadamente 2,4 massas solares, raio de 2,1 a 2,7 raios solares e está brilhando com pouco mais de 40 vezes a luminosidade solar. Não possui estrelas companheiras conhecidas.